# Clap... el lugar de tus sueños
Clap... el lugar de tus sueños é uma telenovela mexicana produzida por Roberto Gómez Fernández para a Televisa e exibida pelo Canal de las Estrellas entre 3 de novembro de 2003 e 12 de março de 2004, Substituindo Clase 406 e sendo substituída por Corazones al límite.
A telenovela é um remake da série espanhola Un Paso Adelante, produzida em 2002. A trama é protagonizada por Ana Layevska, Ari Borovoy, Lidia Avila e Kika Edgar e antagonizada por Fernanda Castillo.

## Hístoria
Valentina, Montserrat e Helena são amigas desde pequenas e sua maior ambição era a brilhar no mundo das artes, por isso, embarcam em uma viagem à Cidade do México, onde eram esperados pelo Comitê da Escola de Artes CLAP. Helena não encontrando suporte em sua mãe, decide acompanhar seus amigos nesta aventura para ajudar com seus conhecimentos de balé clássico, estudá-lo por 15 anos. Thomas, o irmão de Montserrat, que está apaixonado por Helena, aproveitar a oportunidade para estar perto dela e dos cuidados para tres. 
Valentina, Monsterrat, Helena e Thomas chegam na Cidade do México e conhecido Fabrizio, que seta de Montserrat vê, estadia no hotel. Fabrizio também quer estudar no CLAP, um músico e possui um sofisticado sistema de áudio, conhecida como a gangue se junta a eles como eles compartilham o mesmo sonho. Fabricio tem um segredo, não fala da sua família ou sua origem, mas sim o que você quer fazer.

## Elenco
- Ana Layevska .... Valentina
- Ari Borovoy .... Juan Pablo
- Lidia Ávila .... Montserrat
- Kika Edgar .... Helena
- José Luis Reséndez .... César
- Fernanda Castillo .... Camila
- Mariana Avila .... Florencia
- Mauricio Martinez .... Emiliano
- Karen Juantorena .... Daniela
- Thaily Amezcua .... Deborah
- Luciano Seri .... Tomas
- Damian Mendiola .... Fabricio
- Eugenio Bartilotti .... Neto
- Marlon Castro .... Rolando
- Luz María Aguilar .... Ofelia
- Manuel Ibáñez .... Padre Constatino
- Luz María Jerez .... Victoria
- Macaria .... Lucia
- Polo Ortin .... Ezequiel
- Juan Carlos Colombo...Jorge
- Luis Gatica .... Rivadeniera
- Mariana Karr .... Alenka
- Yula Pozo .... Juventina
- Rosita Pelayo .... Zulema
- Roxana Saucedo .... Gracia
- Mane Macedo...Malule
- Lucia Munoz... Cittlali
- Luis Couturier .... Gilberto
- Eduardo Liñan .... Federico

## Audiência
Obteve média geral de 15,7 pontos.